# Keizerspinguïn
De keizerspinguïn (Aptenodytes forsteri) is de grootste pinguïnsoort. Deze vogel is genoemd naar de Duitse natuuronderzoeker Johann Reinhold Forster.

## Kenmerken
De meest op de keizerspinguïn gelijkende pinguïnsoort is de koningspinguïn, tevens de tweede grootste soort. De koningspinguïn is echter iets kleiner en feller gekleurd. De gekleurde vlekken langs de zijkant van de kop zijn bij deze soort ook niet verbonden met hun witte voorkant, in tegenstelling tot de keizerspinguïn. Het verenkleed is bij beide geslachten gelijk.
Koningspinguïns zijn vaak te verwarren met keizerspinguïns, keizerspinguïns hebben echter een kromme snavel, koningspinguïns niet. Mannetjes en vrouwtjes kunnen van elkaar onderscheiden worden aan de hand van de roep. De lichaamslengte bedraagt gemiddeld ongeveer 110 cm en het gewicht 22 tot 37 kg. Keizerspinguïns worden ongeveer 20 jaar oud, hoewel ook leeftijden tot 50 jaar gemeld zijn.

## Voedsel
Keizerspinguïns eten schaaldieren (zoals krill), inktvissen (voornamelijk pijlinktvissen) en vis. De pinguïns duiken 150 tot 550 meter diep om deze dieren te vangen. Daarbij kunnen ze tot 27 minuten onder water blijven en 'vliegen' ze als het ware door het water. Hun hartslag verlaagt daarbij van 70 tot 10 slagen per minuut en ze hebben ook een speciale hemoglobinestructuur die dit mogelijk maakt.
Natuurlijke vijanden van de keizerspinguïn zijn zeeluipaarden, orka's en haaien.

## Voortplanting

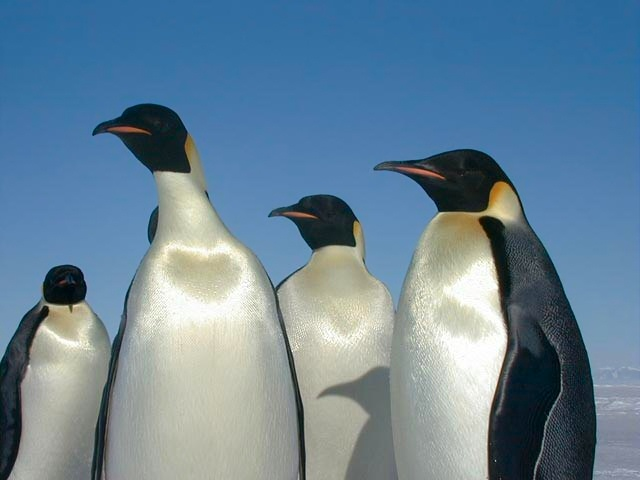
Keizerspinguïns op het Ross-shelfijs, Antarctica

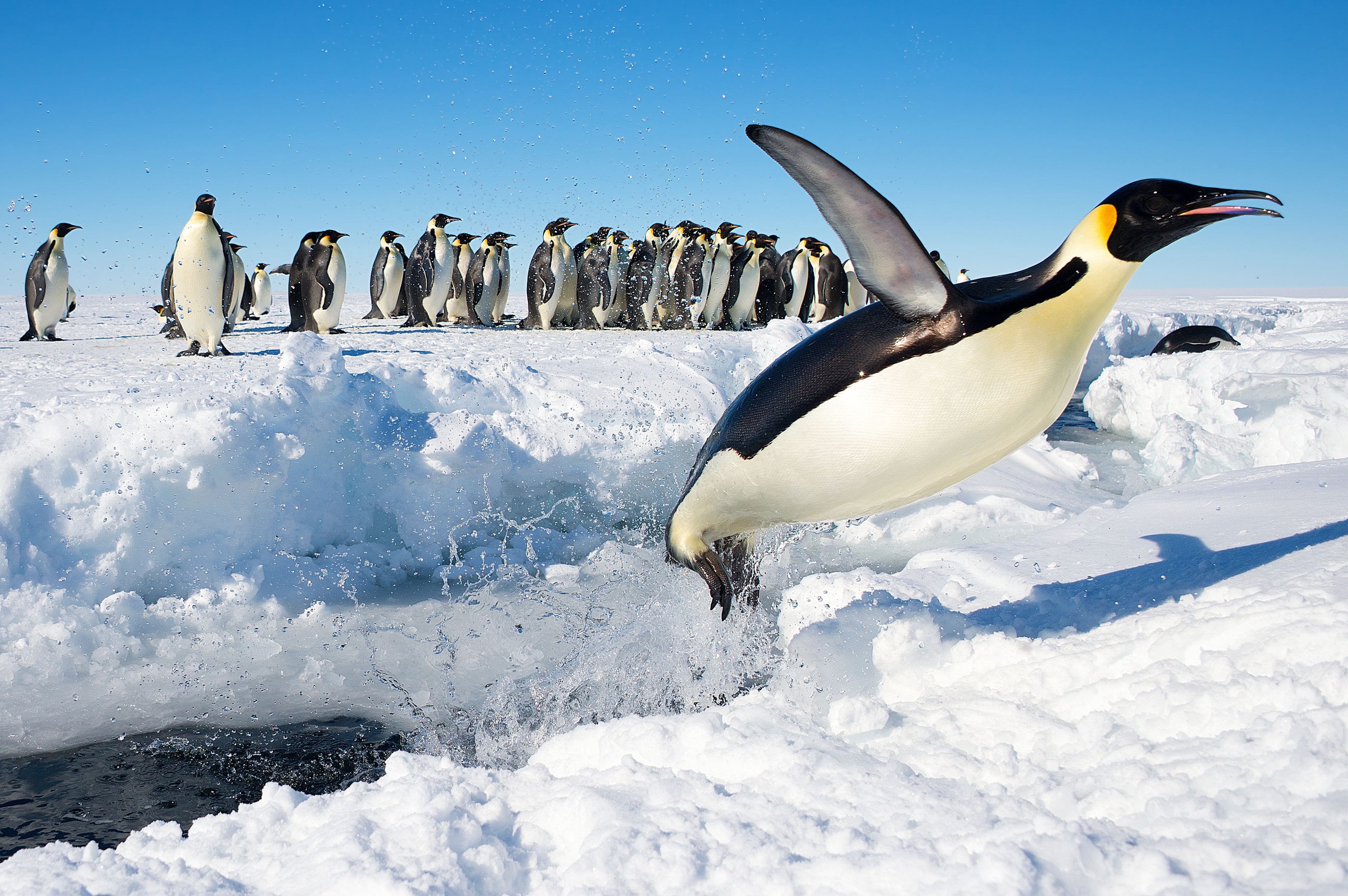
Pinguïn die het water uitspringt

In tegenstelling tot andere pinguïns broedt de keizerspinguïn in de volle Antarctische winter. Hierbij trotseren de dieren temperaturen van vele tientallen graden Celsius onder het vriespunt, soms wel 60 graden onder nul.
In mei of juni (in de herfst op het zuidelijke halfrond) legt het wijfje op het ijs ver van de zee één ei. De vrouwtjes vertrekken daarna onmiddellijk weer naar zee, waar ze een vetlaag aanleggen voordat ze in de lente terugkeren.
De mannetjes blijven in een groep achter in de poolnacht. Het ei houden ze op hun voeten onder een beschermende huidplooi. Omdat ze door het ei worden gehinderd in hun bewegingen vasten ze maandenlang en overleven op hun vetreserves. Om de snijdend koude wind, met soms snelheden tot 200 kilometer per uur, te overleven gaan al de dieren dicht bij elkaar staan en blijven voortdurend in beweging, zodat niet steeds dezelfde mannetjes aan de buitenkant staan.
Na twee maanden keert het vrouwtje terug en neemt de zorg van het net uitgekomen kuikentje over. De uitgeputte mannetjes, die ongeveer de helft van hun lichaamsgewicht hebben verloren, gaan terug naar zee, die ondertussen veel dichterbij is (het is dan lente en het winterpakijs is al gedeeltelijk gesmolten).
De kuikens worden door de vrouwtjes opgevoed in een soort crèche. De kuikens zijn grijzig met een zwart-witte kop. Bij de koningspinguïn zijn de kuikens volledig bruin.
Wanneer de jongen ongeveer vier jaar oud zijn, beginnen ze zelf ook aan de lange tochten naar de broedplaats. Tot die tijd blijven ze het hele jaar in het water, behalve wanneer ze in de rui zijn want dan krijgen ze kale plekken waardoor ze onderkoeld kunnen raken.

## Voorkomen
Volgens een studie uit 2012 zijn er 46 broedkolonies van keizerspinguïns. Het aantal broedparen werd geschat op circa 238.000, het totaal aantal volwassen dieren in het wild werd daaruit geschat op circa 595.000. Een update van deze studie in 2019 kwam uit op 54 kolonies met ongeveer 256.500 broedparen.

## Bedreiging
Sinds 2012 beschouwt het IUCN de soort als 'gevoelig'; daarvoor was dat 'niet bedreigd'. De keizerspinguïn wordt bedreigd door de klimaatverandering, waardoor er minder ijs en minder dik ijs is. Dat kan onder meer een impact hebben op het zee-ijs, waar pinguïns in het broedseizoen op rekenen om uit te rusten tijdens hun lange foerageertochten. Ook verstoring door de mens, zoals de nabijheid van luchtvaart en wetenschappelijke basissen, vormt een mogelijke bedreiging.